# Christian Beetz
Christian Beetz (ur. 23 stycznia 1984 roku w Suhl) – niemiecki narciarz, specjalista kombinacji norweskiej, trzykrotny medalista mistrzostw świata juniorów.

## Kariera
Po raz pierwszy na arenie międzynarodowej Christian Beetz pojawił się 26 sierpnia 2000 roku, kiedy wystartował w zawodach Letniego Grand Prix w kombinacji norweskiej w Klingenthal. Zajął wtedy 48. miejsce w konkursie rozgrywanym metodą Gundersena. W 2002 roku wystartował na mistrzostwach świata juniorów w Schonach, gdzie wspólnie z kolegami z reprezentacji wywalczył złoty medal w sztafecie. Indywidualnie wystąpił tylko w Gundersenie, w którym zajął piętnastą pozycję. Także na mistrzostwach świata juniorów w Sollefteå w 2003 roku Niemcy z Beetzem w składzie okazali się najlepsi w sztafecie, a indywidualnie Christian był dziewiąty w sprincie. Ostatni medal w tej kategorii wiekowej zdobył podczas mistrzostw świata juniorów w Stryn w 2004 roku, gdzie był drugi w sztafecie. Ponadto był indywidualnie piętnasty zarówno w Gundersenie jak i sprincie.
W Pucharze Świata zadebiutował 1 stycznia 2003 roku w Oberhofie, gdzie zajął 36. miejsce w sprincie. Pierwsze pucharowe punkty wywalczył dopiero rok później, 10 stycznia 2004 roku w Seefeld, zajmując 18. miejsce w sprincie. W sezonie 2003/2004 pojawił się jeszcze trzykrotnie, ale punktów nie zdobył i w klasyfikacji generalnej zajął 47. miejsce. Jak dotąd najlepsze wyniki osiągnął w sezonie 2007/2008, który ukończył na 32. pozycji. Równocześnie Beetz startuje w zawodach Pucharu Kontynentalnego, w którym odnosi większe sukcesy. Piętnastokrotnie stawał na podium zawodów tego cyklu, przy czym cztery razy zwyciężał. W klasyfikacji generalnej sezonu 2009/2010 zajął trzecie miejsce, co jest jego najlepszym wynikiem w PK.
Po sezonie 2011/2012 zdecydował się na zakończenie kariery. Niemiec narzekał na bliżej nieokreślone problemy zdrowotne. Po skończeniu z zawodowym sportem został błyskawicznie zatrudniony jaki serwismen w niemieckiej kadrze naorodwej.
Jego brat Tom także uprawia kombinację norweską.

## Osiągnięcia

### Mistrzostwa świata juniorów
| Miejsce | Dzień       | Rok  | Miejscowość | Konkurencja          | Wynik zwycięzcy | Strata  | Zwycięzca        |
| ------- | ----------- | ---- | ----------- | -------------------- | --------------- | ------- | ---------------- |
| 15.     | 23 stycznia | 2002 | Schonach    | Gundersen K90/10 km  | 30:54,2         | +3:56,6 | Björn Kircheisen |
| 1.      | 25 stycznia | 2002 | Schonach    | Sztafeta K90/4x5 km  | 844,0 pkt       | -       | -                |
| DNF     | 5 lutego    | 2003 | Sollefteå   | Gundersen K107/10 km | 31:43,2         | -       | Björn Kircheisen |
| 1.      | 7 lutego    | 2003 | Sollefteå   | Sztafeta K107/4x5 km | 58.41,8         | -       | -                |
| 9.      | 9 lutego    | 2003 | Sollefteå   | Sprint K107/5 km     | 14.02,6         | +1:35,4 | Björn Kircheisen |
| 15.     | 4 lutego    | 2004 | Stryn       | Gundersen K90/10 km  | 26:06,3         | +5:01,8 | Petter Tande     |
| 2.      | 6 lutego    | 2004 | Stryn       | Sztafeta K90/4x5     | 58:03,0         | +1.38,0 | Norwegia         |
| 15.     | 8 lutego    | 2004 | Stryn       | Sprint K90/7,5 km    | 14:02,1         | +1:49,7 | Petter Tande     |

### Puchar Świata

#### Miejsca w klasyfikacji generalnej
- sezon 2003/2004: 47.
- sezon 2005/2006: 34.
- sezon 2006/2007: 48.
- sezon 2007/2008: 32.
- sezon 2010/2011: 34.
- sezon 2011/2012: 44.

#### Miejsca na podium chronologicznie
Jak dotąd Beetz nie stał na podium indywidualnych zawodów Pucharu Świata.

### Puchar Kontynentalny

#### Miejsca w klasyfikacji generalnej
- sezon 2000/2001: 41.
- sezon 2001/2002: 31.
- sezon 2002/2003: -
- sezon 2003/2004: 21.
- sezon 2006/2007: 5.
- sezon 2009/2010: 3.

#### Miejsca na podium chronologicznie
| Nr  | Data             | Miejscowość       | Konkurencja              | Wynik zwycięzcy | Pozycja | Strata    | Zwycięzca           |
| --- | ---------------- | ----------------- | ------------------------ | --------------- | ------- | --------- | ------------------- |
| 1.  | 15 grudnia 2001  | Planica           | Gundersen K90/15 km      | ?               | 2.      | +5,3      | Andrej Jezeršek     |
| 2.  | 14 grudnia 2002  | Steamboat Springs | Sprint K114/7,5 km       | ?               | 2.      | +5,4      | Kenneth Braaten     |
| 3.  | 7 grudnia 2003   | Rovaniemi         | Gundersen K90/15 km      | ?               | 1.      | -         | -                   |
| 4.  | 21 grudnia 2003  | Ruhpolding        | Sprint K114/7,5 km       | ?               | 2.      | +3,9      | Jan Schmid          |
| 5.  | 11 grudnia 2005  | Steamboat Springs | Sprint HS127/7,5 km      | 17:52,2         | 2.      | +40,4     | Todd Lodwick        |
| 6.  | 16 grudnia 2005  | Park City         | Sprint HS134/7,5 km      | ?               | 2.      | +0,4      | Bill Demong         |
| 7.  | 21 grudnia 2005  | Lake Placid       | Sprint HS127/7,5 km      | ?               | 1.      | -         | -                   |
| 8.  | 10 grudnia 2006  | Steamboat Springs | Sprint HS127/7,5 km      | 17:17,8         | 2.      | +0,1      | Tino Edelmann       |
| 9.  | 17 marca 2007    | Ruka              | Sprint HS142/7,5 km      | 19:30,0         | 2.      | +4,8      | Einar Uvsløkk       |
| 10. | 18 marca 2007    | Ruka              | Start masowy HS142/15 km | 248,4 pkt       | 2.      | -20,0 pkt | Einar Uvsløkk       |
| 11. | 16 stycznia 2010 | Titisee-Neustadt  | Gundersen HS142/10 km    | 26:13,1         | 2.      | +3,9      | Sebastian Reuschel  |
| 12. | 23 stycznia 2010 | Bischofshofen     | Gundersen HS140/10 km    | 25:52,1         | 2.      | +5,1      | Benjamin Kreiner    |
| 13. | 24 stycznia 2010 | Bischofshofen     | Gundersen HS140/10 km    | 27:18,7         | 1.      | -         | -                   |
| 14. | 13 marca 2010    | Ruka              | Gundersen HS142/10 km    | 29:56,7         | 2.      | +14,3     | Ole Martin Storlien |
| 15. | 14 marca 2010    | Ruka              | Gundersen HS142/10 km    | 29:23,9         | 1.      | -         | -                   |

### Letnie Grand Prix

#### Miejsca w klasyfikacji generalnej
- 2006: 11.
- 2008: 23.
- 2010: 46.
- 2011: 11.

#### Miejsca na podium w zawodach chronologicznie
Jak dotąd Beetz nie stał na podium indywidualnych zawodów LGP.